# العروی
العروی (به فرانسوی: Al Aaroui) یک منطقهٔ مسکونی در مراکش است که در Oriental (Morocco) واقع شده‌است.

## خصوصیات
العروی ۳۶٬۰۲۱ نفر جمعیت دارد.